# Burgberg (Bergstein)

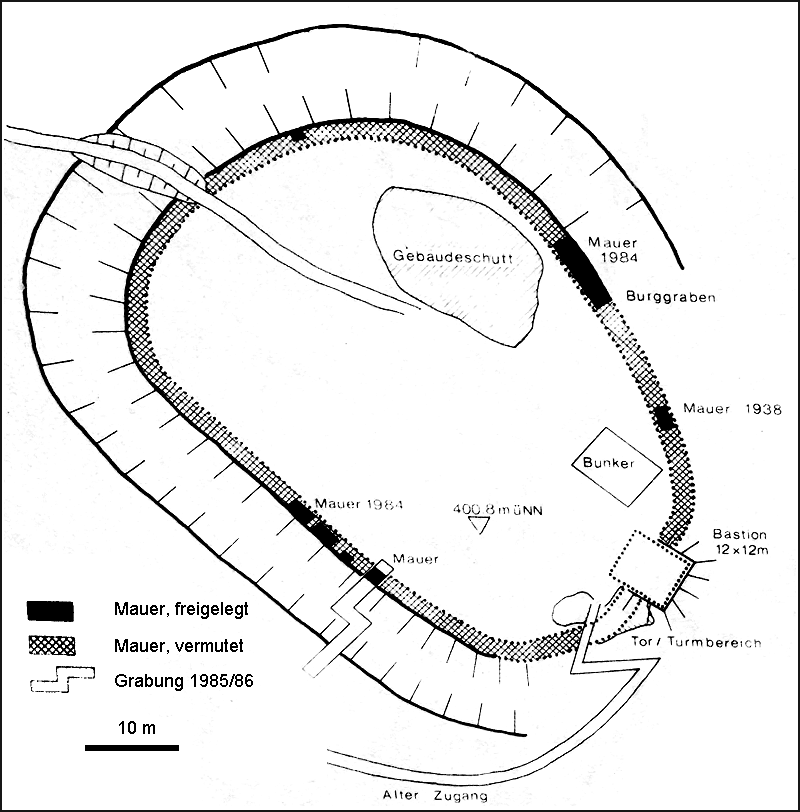
Grundriss der Burg Berenstein

Der Burgberg bei Bergstein im nordrhein-westfälischen Kreis Düren ist eine 400,8 m ü. NHN hohe Erhebung der Eifel.
Auf dem Berg, wo sich im Mittelalter die Burg Berenstein befand und über den im Zweiten Weltkrieg der Westwall führte, steht der Aussichtsturm Krawutschketurm.

## Geographie

### Lage
Der Burgberg liegt in der Rureifel, einem Teil der Nordeifel, im Naturpark Hohes Venn-Eifel. Er erhebt sich zwischen den Hürtgenwalder Gemeindeteilen Bergstein im Westen und Zerkall im Ostsüdosten sowie dem jenseits der Rur liegenden Kernort der Stadt Nideggen im Osten und deren dortigem Ortsteil Rath im Nordosten. Südöstlich vorbei am Berg fließt die Kall, die bei Zerkall auf etwa 175 m Höhe in die Rur mündet; letztere verläuft östlich bis nördlich am Berg vorbei, dessen Landschaft nach Ostnordosten zur etwa u-förmigen Rurschleife bei den jenseits des Flusses liegenden Ortschaften Nideggen und Rath und nach Norden zum an der Rur auf 165 m Höhe liegenden Stausee Obermaubach abfällt.

### Naturräumliche Zuordnung
Der Burgberg liegt in der naturräumlichen Haupteinheitengruppe Westeifel/Ardennen (Nr. 28) und in der Haupteinheit Rureifel (282) auf der Grenze der Untereinheit Hürtgener Hochfläche (282.1) im Westen zum Naturraum Heimbach-Maubacher Rurtal (282.34) im Osten, der zur Untereinheit Rur-Urft-Olef-Täler (282.3) gehört.

## Schutzgebiete
Auf dem Burgberg liegen Teile des Landschaftsschutzgebiets Kreis Düren (Teilfläche 1) (CDDA-Nr. 322307; 1988; 307,29 km²). Nach Süden und Südosten fällt die Landschaft des Berges in das Naturschutzgebiet Kalltal und Nebentäler von Kallbrück bis Zerkall (CDDA-Nr. 329478; 2005 ausgewiesen; 5,83 km² groß) ab, nach Südosten und Osten in das zweiteilige NSG Ruraue bei Zerkall (CDDA-Nr. 555546; 2011; 4 ha), nach Osten und Nordosten in das NSG Rurtal von Abenden bis zum Einmündungsbereich der Rur ins Staubecken Obermaubach (CDDA-Nr. 344767; 1992; 1,28 km²), nach Nordnordosten in das NSG Staubecken Obermaubach einschließlich Einmündungsbereich der Rur (CDDA-Nr. 344779; 1997; 95 ha) und nach Nordnordwesten in das NSG Mündungsbereich Staubecken Obermaubach (CDDA-Nr. 318816; 1997; 10 ha). Nach Südosten fällt sie in das Fauna-Flora-Habitat-Gebiet Kalltal und Nebentäler (FFH-Nr. 5303-302; 6,21 km²) und nach Osten und Norden in das FFH-Gebiet Ruraue von Heimbach bis Obermaubach (FFH-Nr. 5304-301; 2,62 km²) ab.

## Burg Berenstein
Auf dem Burgberg befand sich im Hochmittelalter mit der Reichsburg Burg Berenstein eine Burganlage, die vermutlich unter Kaiser Heinrich IV. zum Schutz des Aachener Reichsgutes errichtet wurde. Sie existierte etwa von 1090 bis 1200. Die Burg stand auf einem etwa 40 × 60 m großen, ovalen Plateaubereich des Berges. Drei Seiten waren mit Ringwall und Burggraben gesichert, während die Ostseite durch natürliche Felsen Schutz bot.

## Zweiter Weltkrieg

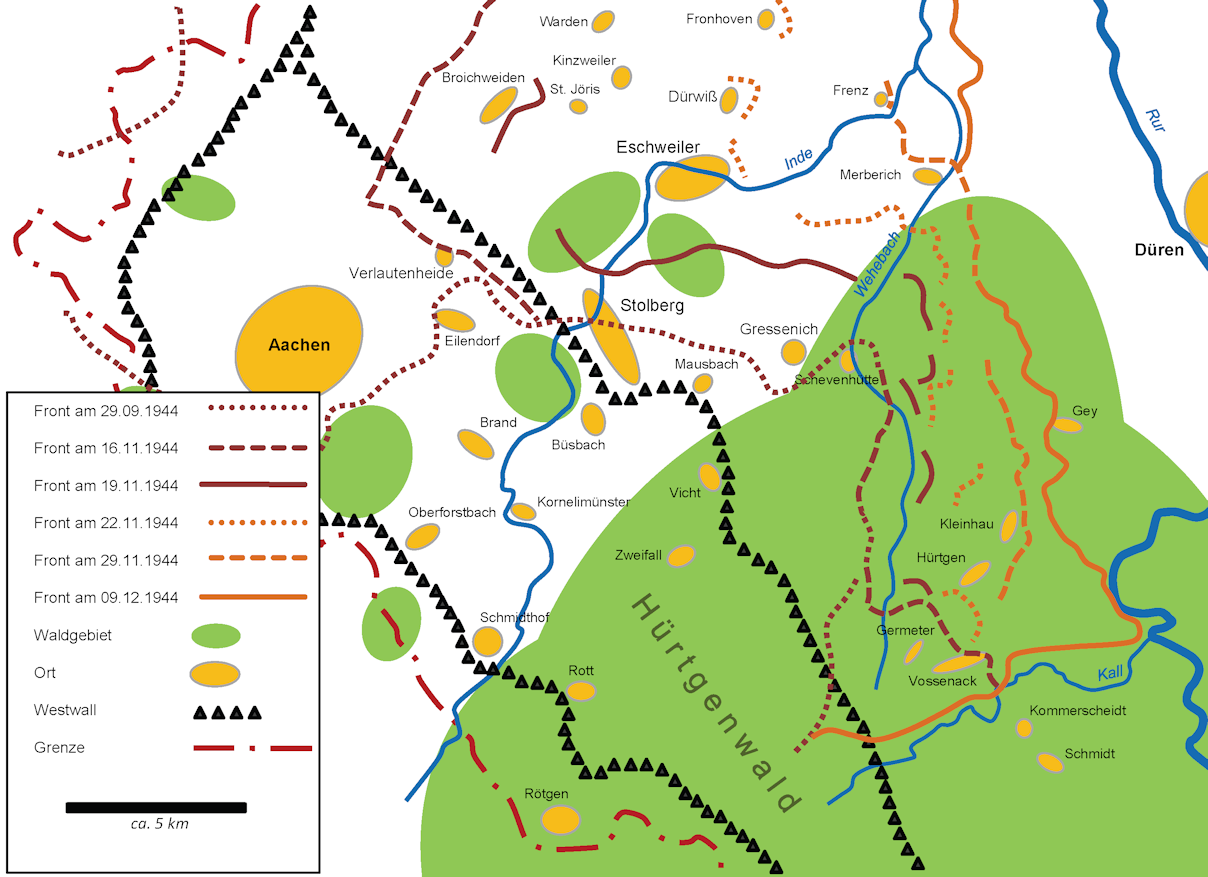

Im Zweiten Weltkrieg (1939–1945) wurde auf dem Burgberg im Rahmen des Westwalls eine Bunkeranlage gebaut. Bunker 370 und Bunker 371. Diese Bunker befanden sich ungefähr 8,5 km hinter der zweiten Westwalllinie bei Raffelsbrand und Simonskall.
Östlich des Berggipfels befinden sich Reste eines Unterstandes des Regimentsbauabschnitts 8 der zweiten Westwallstellung (Bunker 371). Der Bunker wurde als Gruppenunterkunft verwendet, so dass auch der – in der Hangstellung ohnehin sinnlose – Kampfraum fehlt, der zu Bauwerken des Regelbautyps 10a des Limesbauprogramms 1938 gehört. Das Dach der Anlage wurde vermutlich als Artillerie-Beobachtungsstelle verwendet und dient immer noch als Aussichtspunkt. Der Bunker selbst ist nicht begehbar, sondern dient mittlerweile als Unterschlupf für Fledermäuse.
Am Bergfuß befinden sich die Trümmer eines Gefechtsstandes des Regelbautyps 31 (Bunker 370). Die Anlage, die von alliierten Pionieren gesprengt wurde, ist ebenfalls nicht begehbar.
Im November/Dezember 1944 fand, während der Schlacht im Hürtgenwald, auf dem Berg die so genannte Battle of Hill 400 (Schlacht um Hügel 400) statt. Die Alliierten hatten den Berg auf ihren Karten als Hill 400 bezeichnet.
Während dieser Zeit lagen die Stäbe des Grenadier-Regiments 1055 der 89. Infanterie-Division und das II. Bataillon des Grenadier-Regiments 980 der 272 Volksgrenadier-Division im Bereich des Berges und seiner Bunkeranlagen.
Im Rahmen der US-amerikanischen Offensive gegen die Rur ab dem 1. Dezember 1944 durch Teile der 8. US-Infanterie-Division sowie Panzer-Unterstützung wurde der Ort Bergstein am 5. Dezember besetzt.
Die Kämpfe um den Burgberg endeten nach beiderseitigen schweren Verlusten im Februar 1945
mit der Eroberung der Anhöhe durch die Amerikaner. Ab diesem Zeitpunkt bildete der Burgberg den südlichen Eckpfeiler der von hier aus nach Südwesten entlang des Kalltals verlaufenden Rurfront. Die Eroberung des Berges war einer der wichtigsten strategischen Ziele zur Durchbrechung des Westwalls zum Vorstoß auf den Rhein.

## Krawutschketurm
Dem Volksmund zufolge wurde auf dem Burgberg bereits 1911 ein Aussichtsturm errichtet und 1934 ein neuer eingeweiht. Letzterer hieß bereits Krawutschketurm und fiel 1945 einem Waldbrand zum Opfer. 1973 wurde der heutige Krawutschketurm eingeweiht. Er steht etwas ostsüdöstlich vom Gipfel auf 400,5 m Höhe und ist 13 m hoch. 1985 wurde der Turm aufgestockt.
Von seiner obersten Aussichtsplattform bieten sich Blicke in die Rureifel-Landschaft: unter anderem nach Bergstein, zum Stausee Obermaubach, zur Burg Nideggen und bei guten Sichtbedingungen zum Kölner Dom und zur Hohen Acht.

## Verkehr und Wandern
Südlich vorbei am Burgberg führt zwischen Bergstein und Zerkall die kurvige Landesstraße 11, von der in beiden Ortschaften Nebenstraßen, wie die Bergsteiner Burgstraße in Richtung des Bergs abzweigen. Vom Ende dieser Straße führt ein kurzer Rundweg über die Berghochlagen und vorbei am auf dem Gipfelbereich stehenden Krawutschketurm. Dieser Weg kreuzt den Krawutschke-Weg (auch Krawutschke-Pfad genannt), der als Wanderweg 93 des Eifelvereins auf 8,2 km Länge von Obermaubach entlang des Stausees Obermaubach, durch Bergstein und rund um die Gipfelregion des Burgbergs nach Zerkall führt.

## Trivia
- Die Schlacht um Hill 400 wurde in dem Spiel Call of Duty 2 als Mission nachgestellt.
- Hill 400 ist eine spielbare Karte in dem Taktik-Shooter Hell Let Loose.[5]